# Gémonval
Gémonval település Franciaországban, Doubs megyében. Lakosainak száma 82 fő (2022. január 1.). Gémonval Crevans-et-la-Chapelle-lès-Granges, Onans, Saulnot, Secenans, Arcey, Marvelise és Belles-Fontaines községekkel határos.

## Népesség
A település népességének változása:
| Lakosok száma | 92   | 86   | 100  | 89   | 79   | 84   | 85   | 84   | 83   | 82   |
|               | 1968 | 1982 | 1990 | 2006 | 2013 | 2015 | 2017 | 2019 | 2020 | 2022 |